# Partecipanti alla Bredene Koksijde Classic 2024
Elenco dei partecipanti alla Bredene Koksijde Classic 2024.
La Bredene Koksijde Classic 2024 è stata la ventunesima edizione della corsa. Alla competizione presero parte venti squadre: otto con licenza UCI World Tour 2024, dieci UCI ProTeams e due UCI Continental Team.
Partenza con 134 cilcisti accreditati.

## Corridori per squadra
Nota: R ritirato, NP non partito, FT fuori tempo, SQ squalificato
| Intermarché-Wanty         | Intermarché-Wanty         | Intermarché-Wanty         | Soudal Quick-Step          | Soudal Quick-Step          | Soudal Quick-Step          | UAE Team Emirates      | UAE Team Emirates        | UAE Team Emirates      |
| ------------------------- | ------------------------- | ------------------------- | -------------------------- | -------------------------- | -------------------------- | ---------------------- | ------------------------ | ---------------------- |
| N°                        | Ciclista                  | Clas.                     | N°                         | Ciclista                   | Clas.                      | N°                     | Ciclista                 | Clas.                  |
| 1                         | Gerben Thijssen           | 3°                        | 11                         | Yves Lampaert              | 17°                        | 21                     | Álvaro Hodeg             | NP                     |
| 2                         | Dries De Pooter           | 27°                       | 12                         | Gil Gelders                | 24°                        | 22                     | Ivo Oliveira             | R                      |
| 3                         | Madis Mihkels             | 39°                       | 13                         | Pepijn Reinderink          | 18°                        | 24                     | António Morgado          | 58°                    |
| 4                         | Baptiste Planckaert       | 44°                       | 14                         | Leander Van Hautegem       | 56°                        | 25                     | Juan Sebastián Molano    | R                      |
| 5                         | Sacha Prestianni          | R                         | 15                         | Paul Magnier               | 11°                        | 26                     | Nils Politt              | 28°                    |
| 6                         | Roel van Sintmaartensdijk | 43°                       | 16                         | Warre Vangheluwe           | 37°                        | 27                     | Michael Vink             | R                      |
| 7                         | Adrien Petit              | R                         | 17                         | Jordi Warlop               | R                          |                        |                          |                        |
| Team DSM-Firmenich PostNL | Team DSM-Firmenich PostNL | Team DSM-Firmenich PostNL | Team Jayco AlUla           | Team Jayco AlUla           | Team Jayco AlUla           | Alpecin-Deceuninck     | Alpecin-Deceuninck       | Alpecin-Deceuninck     |
| N°                        | Ciclista                  | Clas.                     | N°                         | Ciclista                   | Clas.                      | N°                     | Ciclista                 | Clas.                  |
| 31                        | John Degenkolb            | 34°                       | 41                         | Dylan Groenewegen          | 2°                         | 51                     | Robbe Ghys               | 30°                    |
| 32                        | Tobias Lund Andresen      | 41°                       | 42                         | Jan Maas                   | R                          | 52                     | Senne Leysen             | 22°                    |
| 33                        | Johan Dorussen            | R                         | 43                         | Amund Grøndahl Jansen      | R                          | 53                     | Jensen Plowright         | 25°                    |
| 34                        | Emīls Liepiņš             | 6°                        | 44                         | Luka Mezgec                | 19°                        | 54                     | Simon Dehairs            | 23°                    |
| 35                        | Tim Naberman              | 46°                       | 45                         | Kelland O'Brien            | R                          | 55                     | Siebe Roesems            | R                      |
| 36                        | Timo Roosen               | 35°                       | 46                         | Blake Quick                | R                          | 56                     | Fabio Van Den Bossche    | 69°                    |
| 37                        | Patrick Eddy              | 42°                       | 47                         | Elmar Reinders             | R                          | 57                     | Ramon Sinkeldam          | 59°                    |
| Arkéa-B&B Hotels          | Arkéa-B&B Hotels          | Arkéa-B&B Hotels          | Lidl-Trek                  | Lidl-Trek                  | Lidl-Trek                  | Lotto Dstny            | Lotto Dstny              | Lotto Dstny            |
| N°                        | Ciclista                  | Clas.                     | N°                         | Ciclista                   | Clas.                      | N°                     | Ciclista                 | Clas.                  |
| 61                        | Amaury Capiot             | 48°                       | 72                         | Daan Hoole                 | 47°                        | 81                     | Arnaud De Lie            | 5°                     |
| 62                        | Pierre Thierry            | R                         | 73                         | Simone Consonni            | 4°                         | 82                     | Joshua Giddings          | R                      |
| 63                        | David Dekker              | 49°                       | 74                         | Martin Pedersen            | R                          | 83                     | Mathijs Paasschens       | R                      |
| 64                        | Luca Mozzato              | 1°                        | 75                         | Mathias Vacek              | 21°                        | 85                     | Lionel Taminiaux         | 45°                    |
| 65                        | Alan Riou                 | 68°                       | 76                         | Otto Vergaerde             | 33°                        | 86                     | Axel De Lie              | R                      |
| 67                        | Nicolas Milesi            | R                         | 77                         | Matteo Milan               | R                          | 87                     | Brent Van Moer           | 32°                    |
| Israel-Premier Tech       | Israel-Premier Tech       | Israel-Premier Tech       | Uno-X Mobility             | Uno-X Mobility             | Uno-X Mobility             | TotalEnergies          | TotalEnergies            | TotalEnergies          |
| N°                        | Ciclista                  | Clas.                     | N°                         | Ciclista                   | Clas.                      | N°                     | Ciclista                 | Clas.                  |
| 91                        | Pascal Ackermann          | 70°                       | 101                        | Louis Bendixen             | 62°                        | 111                    | Lucas Boniface           | R                      |
| 92                        | Hugo Hofstetter           | 9°                        | 102                        | Carl-Frederik Bévort       | 36°                        | 112                    | Dries Van Gestel         | 10°                    |
| 93                        | Oded Kogut                | R                         | 103                        | Erlend Blikra              | 50°                        | 113                    | Thomas Gachignard        | 16°                    |
| 94                        | Jake Stewart              | 31°                       | 104                        | Tord Gudmestad             | R                          | 114                    | Lorrenzo Manzin          | R                      |
| 95                        | Kiaan Watts               | 66°                       | 105                        | Niklas Larsen              | R                          | 116                    | Anthony Turgis           | 13°                    |
| 97                        | Rick Zabel                | 67°                       | 106                        | William Blume Levy         | 57°                        | 117                    | Baptiste Vadic           | R                      |
|                           |                           |                           | 107                        | Rasmus Bøgh Wallin         | 14°                        |                        |                          |                        |
| Bingoal WB                | Bingoal WB                | Bingoal WB                | Team Flanders-Baloise      | Team Flanders-Baloise      | Team Flanders-Baloise      | Q36.5 Pro Cycling Team | Q36.5 Pro Cycling Team   | Q36.5 Pro Cycling Team |
| N°                        | Ciclista                  | Clas.                     | N°                         | Ciclista                   | Clas.                      | N°                     | Ciclista                 | Clas.                  |
| 121                       | Luca De Meester           | R                         | 131                        | Elias Maris                | R                          | 141                    | Nickolas Zukowsky        | R                      |
| 122                       | Cériel Desal              | 15°                       | 132                        | Toon Clynhens              | R                          | 142                    | Xabier Azparren          | R                      |
| 123                       | Floris De Tier            | 52°                       | 133                        | Siebe Deweirdt             | R                          | 143                    | Kamil Małecki            | 26°                    |
| 124                       | Kenneth Van Rooy          | 40°                       | 134                        | Jasper Dejaegher           | R                          | 144                    | Matteo Moschetti         | R                      |
| 125                       | Aaron Van der Beken       | 51°                       | 135                        | Ward Vanhoof               | R                          | 145                    | Travis Stedman           | R                      |
| 126                       | Alexander Salby           | R                         | 136                        | Victor Vercouillie         | R                          | 146                    | Szymon Sajnok            | R                      |
| 127                       | Jens Reynders             | 53°                       | 137                        | Noah Vandenbranden         | R                          | 147                    | Rory Townsend            | 12°                    |
| Team Novo Nordisk         | Team Novo Nordisk         | Team Novo Nordisk         | TDT-Unibet                 | TDT-Unibet                 | TDT-Unibet                 | Tudor Pro Cycling Team | Tudor Pro Cycling Team   | Tudor Pro Cycling Team |
| N°                        | Ciclista                  | Clas.                     | N°                         | Ciclista                   | Clas.                      | N°                     | Ciclista                 | Clas.                  |
| 151                       | Sam Brand                 | R                         | 161                        | Davide Bomboi              | 60°                        | 171                    | Tom Bohli                | R                      |
| 152                       | Quinten De Graeve         | R                         | 162                        | Martijn Budding            | R                          | 172                    | Nils Brun                | R                      |
| 153                       | Filippo Ridolfo           | R                         | 163                        | Owen Geleijn               | 61°                        | 173                    | Sebastian Kolze Changizi | 71°                    |
| 154                       | Declan Irvine             | R                         | 164                        | Andreas Stokbro            | R                          | 174                    | Arvid de Kleijn          | 7°                     |
| 155                       | Matyáš Kopecký            | 29°                       | 165                        | Zeb Kyffin                 | R                          | 175                    | Jacob Eriksson           | 65°                    |
| 156                       | Logan Phippen             | R                         | 166                        | Abram Stockman             | 20°                        | 176                    | Aivaras Mikutis          | R                      |
| 157                       | Antonio Polga             | R                         | 167                        | Sebastian Nielsen          | R                          | 177                    | Maikel Zijlaard          | 38°                    |
| Tarteletto-Isorex         | Tarteletto-Isorex         | Tarteletto-Isorex         | VolkerWessels Cycling Team | VolkerWessels Cycling Team | VolkerWessels Cycling Team |                        |                          |                        |
| N°                        | Ciclista                  | Clas.                     | N°                         | Ciclista                   | Clas.                      |                        |                          |                        |
| 181                       | Ewout de Keyser           | R                         | 191                        | Bert-Jan Lindeman          | R                          |                        |                          |                        |
| 182                       | Timothy Dupont            | 8°                        | 192                        | Max Kroonen                | 63°                        |                        |                          |                        |
| 183                       | Bo Godart                 | R                         | 193                        | Finn Crockett              | R                          |                        |                          |                        |
| 184                       | Thomas Joseph             | 64°                       | 194                        | Timo de Jong               | R                          |                        |                          |                        |
| 185                       | Gianni Marchand           | R                         | 195                        | Jasper Haest               | R                          |                        |                          |                        |
| 186                       | Arne Santy                | 54°                       | 196                        | Jago Willems               | R                          |                        |                          |                        |
| 187                       | Mauro Verwilt             | 55°                       | 197                        | Thimo Willems              | R                          |                        |                          |                        |